# Pio Baldelli
Pio Baldelli (Perugia, 23 gennaio 1923 – Firenze, 20 giugno 2005) è stato uno scrittore, giornalista e critico cinematografico italiano, teorico della comunicazione di massa, pioniere in Italia del concetto di controinformazione.

## Biografia
Allievo di Aldo Capitini, Baldelli si trasferisce da Perugia a Firenze nei primi anni settanta, occupando la cattedra di storia del cinema all'Università degli Studi di Firenze. Lega il proprio nome a innumerevoli volumi di critica del cinema e argomenti sociali e culturali.
L'opera più importante è Informazione e Controinformazione (1972), testo che risale al momento in cui diviene docente di teoria e tecnica delle comunicazioni di massa, all'Accademia di Perugia.
Baldelli approfondisce gli studi sui rischi legati ai grandi mezzi di comunicazione e, proprio su queste basi, decide di sposare la causa delle prime radio e televisioni private. Per questa ragione decide di concedere la propria firma di giornalista e di accettare la direzione responsabile di alcune testate fiorentine, come Controradio, D.E.A. e DEApress.
Baldelli diviene un punto di riferimento per i giovani del Movimento Studentesco.
Diviene direttore responsabile del periodico Lotta Continua (alla cui organizzazione non sarà mai affiliato).
Per tale giornale, scrive articoli in difesa dell'anarchico Giuseppe Pinelli, per i quali viene denunciato nel 1970 dal commissario Luigi Calabresi, e processato. Nel 1976 venne condannato a 1 anno e 3 mesi per diffamazione. Calabresi era già stato assassinato da esponenti di Lotta Continua nel 1972. All'inizio degli anni Ottanta è docente di Teoria e Metodo dei Mass Media presso l'Accademia di Belle Arti di Firenze.
Tra il 1980 e il 1983 è stato deputato alla Camera, eletto nelle file del Partito Radicale; nel gennaio 1981 aderì al gruppo della Sinistra Indipendente.
È morto a 82 anni nel giugno 2005.

## Opere
- Sociologia del cinema. Pubblico e critica cinematografica. 1963.
- Film e opera letteraria. 1964.
- I film di Luchino Visconti. 1965.
- Comunicazione audiovisiva e educazione. 1967.
- Politica culturale e comunicazioni di massa. 1968.
- Cinema dell'ambiguità. 1969.
- Cinema e lotta di liberazione. 1970.
- Educazione e cinema. 1970.
- Informazione e controinformazione. 1972. Riedito come Informazione e controinformazione. Ediz. integrale. Stampa Alternativa, 2006. ISBN 9788872269190.
- Roberto Rossellini. 1972.
- Luchino Visconti. 1974.
- Charlie Chaplin. 1977.
- Cybercomunicazioni e spazi pubblicitari. 1993.
- Nuovi alfabeti e scuola analfabeta. Tempi di cambiamento: verso il 2000. 1994.
- Mass media e violenza. 1996.